# Johu Castillo
Johu Castillo (Limones, Esmeraldas, 4 de octubre de 1999) es un basquetbolista ecuatoriano que juega en la posición de alero para Central Entrerriano de La Liga Argentina. Ha representado internacionalmente a su país, tanto a nivel juvenil como a nivel absoluto.

## Trayectoria

### Clubes
| Club                     | País      | Año             |
| ------------------------ | --------- | --------------- |
| Importadora Alvarado     | Ecuador   | 2017            |
| Estudiantes de Olavarría | Argentina | 2018 - 2022     |
| Punto Rojo LR            | Ecuador   | 2022            |
| Hispano Americano        | Argentina | 2022 - 2023     |
| Orange                   | Ecuador   | 2023            |
| Independiente BBC        | Argentina | 2023 - 2024     |
| Leones de Riobamba       | Ecuador   | 2024            |
| Hispano Americano        | Argentina | 2024 - 2025     |
| Importadora Alvarado     | Ecuador   | 2025            |
| Central Entrerriano      | Argentina | 2025 - Presente |

## Selección nacional
Castillo disputó el Campeonato Sudamericano de Baloncesto Sub-15 de 2014 y el Campeonato Sudamericano de Baloncesto Sub-17 de 2015.
Con la selección mayor hizo su debut en 2018.